# Epistulae (Sulpicio Severo)
Le Epistulae di Sulpicio Severo, storico romano, sono tre lettere che costituiscono un'appendice alla Vita Martini dello stesso autore. Le lettere sono indirizzate alla suocera di Sulpicio e ad altri due personaggi non identificati. Le epistulae contengono informazioni su San Martino, monaco e vescovo di Tours, concernenti in particolar modo la sua morte. 
| Controllo di autorità | VIAF (EN) 199734438 · GND (DE) 4495081-0 |